# Earth Orbit Stations
Earth Orbit Stations, presentato anche con la sigla EOS o come Earth Orbit Station, è un videogioco di simulazione di stazione spaziale, pubblicato nel 1987 per Apple II e Commodore 64 da Electronic Arts. È ambientato a partire dal 1996, che era il prossimo futuro all'epoca della pubblicazione.

## Modalità di gioco
Il gioco è incentrato sulla costruzione e gestione di stazioni spaziali modulari private, compreso il lato economico. Tramite prodotti industriali e servizi sviluppati a bordo della stazione si possono ottenere profitti, con l'obiettivo finale di completare una missione tra sette possibili, dalla più semplice missione di ricerca scientifica a quelle di creazione di una colonia spaziale o di ricerca di vita extraterrestre. 
Fino a quattro giocatori possono partecipare, umani o controllati dal computer, gestendo ciascuno le proprie stazioni a turno, in competizione.
Il gioco è a turni, corrispondenti a trimestri. A ogni trimestre vengono date delle notizie giornalistiche, ad esempio sulle tendenze del mercato, che permettono di scegliere le attività più proficue. 
Ogni stazione spaziale viene assemblata piazzando moduli e connettori di vari tipi, con relative dimensioni e costi, su una griglia bidimensionale; oltre ai necessari moduli di comando, logistica ed energia, si può scegliere tra un'ampia gamma di attrezzature scientifiche, industriali e di supporto alla vita. Per molti moduli si può scegliere, anche dopo l'installazione, se attivarli per il commercio o per la ricerca. Certe strutture necessitano di ricercare la specifica tecnologia prima di poter essere costruite. Per i moduli destinati ad attività commerciali si possono stabilire i prezzi, con l'effetto della concorrenza nei confronti degli altri giocatori. Sono presenti anche servizi bancari e pubblicità.
Le partite possono essere molto lunghe e complesse (le istruzioni stimano 2-40 ore) e si possono salvare su disco in ogni momento.